# Laboratori Nazionali del Gran Sasso
Laboratori Nazionali del Gran Sasso (LNGS; italiensk for Gran Sassos Nationale Laboratorium) er et italiensk forskningscenter, der fokuserer på eksperimentel partikelfysik. Et særligt strålingsbeskyttet laboratorium er blevet bygget ind i bjerget Gran Sasso, hvor de bl.a. forsøger på at detektere mørkt stof. I samarbejde med CERN undersøger de neutrinoer.

## Eksterne henvisning
- LNGS' hjemmeside på engelsk og italiensk

| Fysik | Spire Denne artikel om fysik er en spire som bør udbygges. Du er velkommen til at hjælpe Wikipedia ved at udvide den. |

42°25′16″N 13°30′59″Ø / 42.4211°N 13.5164°Ø